# Campochiaro
Campochiaro – miejscowość i gmina we Włoszech, w regionie Molise, w prowincji Campobasso.
Według danych na rok 2004 gminę zamieszkiwały 634 osoby, 18,1 os./km².